# Вьюшкино
Вьюшкино — село в Пеля-Хованском сельсовете Починковского муниципального района Нижегородской области. 
В 2020 году Починковский муниципальный район преобразован в Починковский муниципальный округ. Пеля-Хованский сельсовет ликвидирован. 

## География
Расположено в юго-восточной части Нижегородской области, в нескольких километрах от границы с Республикой Мордовия. Расстояние до г. Нижнего Новгорода по автомобильной дороге — около 240 км, до г. Саранска — около 40 км, до с. Пеля-Хованская — около 5 км. 
От остановки на федеральной автодороге Р-158 «Нижний Новгород - Саратов» к селу ведет автодорога с асфальтовым покрытием. Расстояние от остановки — около 2 км.
В южной части села протекает небольшая река Ладка, за которой располагаются так называемые «Участки». Также на территории села имеются три живописных пруда, бывшие ранее прекрасным местом для купания и рыбной ловли.
Северо-западнее села в 200—300 м располагается участок искусственно посаженного хвойного леса «Посадки» и далее за ним лиственный лес, в котором преобладают дуб, липа, осина, береза, орешник. Лес богат грибами и ягодами.  
Во Вьюшкине имеются большие сады. Некоторые жители занимаются пчеловодством и домашним животноводством.    

## История
Село Вьюшкино ведет свою историю с середины XVIII века, когда началось активное заселение и освоение этой местности, ранее заброшенной из-за набегов кочевников и войн. Точный год основания села Вьюшкино не известен.
Из архивных материалов можно узнать, что ранее село носило название Юшково и относилось к Лукояновскому уезду Нижегородской губернии. Село Юшково (Юшкиново) имеется на картах, датированных 1798, 1800 и 1821 годами. Село «Рождественно Вьюшкиново» также имеется на Плане генерального межевания Лукояновского уезда Нижегородской губернии, которое производилось в 1778—1796 годах. 
По состоянию на 1859 год имелся 71 крестьянский двор и 1 деревянный православный храм 1796 года постройки. Население составляло 351 душу мужского пола и 315 — женского. Владельцем имения являлся князь Николай Александрович Долгоруков.

## Инфраструктура
Имеется летняя ферма и зерноток бывшего колхоза им. Октябрьской революции, располагающиеся на северной окраине села. В последующие годы поля в окрестностях села для растениеводства и выпаса скота использовались ТОО «Пеля-Хованское», ООО «Саитовка», ООО "Восход". 
Промышленных предприятий не имеется.
Магазин, школа, культурные учреждения во Вьюшкине отсутствуют с начала-середины 1980-х годов. 
В селе имеется около 50 домов, большая часть из которых газифицирована. В основном их владельцы — дети и внуки жителей села, уехавшие в 1960—1970 гг. в г. Саранск, г. Нижний Новгород  и т.д., использующие их как "летние дачи". 
Село официально делится на 3 улицы: Луначарского (народное название — «Криуша»), Ленина (народное название — «Конец») и Фридриха Энгельса (народное звание — «Гора»). Отрезок этой улицы, пролегающий с запада на восток, называется «Слобода».
Ранее - неофициально делилось на 5 улиц - Гора, Криуша, Конец, Участки, Слобода.
В 200 метрах за пределами села имеется небольшое местное кладбище.
В село приезжает автолавка с продуктами 1-2 раза в неделю.

## Население
| 2002 | 2010 |
| ---- | ---- |
| 63   | ↘35  |

Численность постоянного населения составляет в настоящее время не более 20 человек, основная часть которых — пенсионеры.